# شيراز أباد
شيراز أباد (بالفارسية: شیرازآباد) هي قرية تقع في قسم زيبد الريفي في إيران. يقدر عدد سكانها بـ 84 نسمة بحسب إحصاء 2016.